# Euroscar

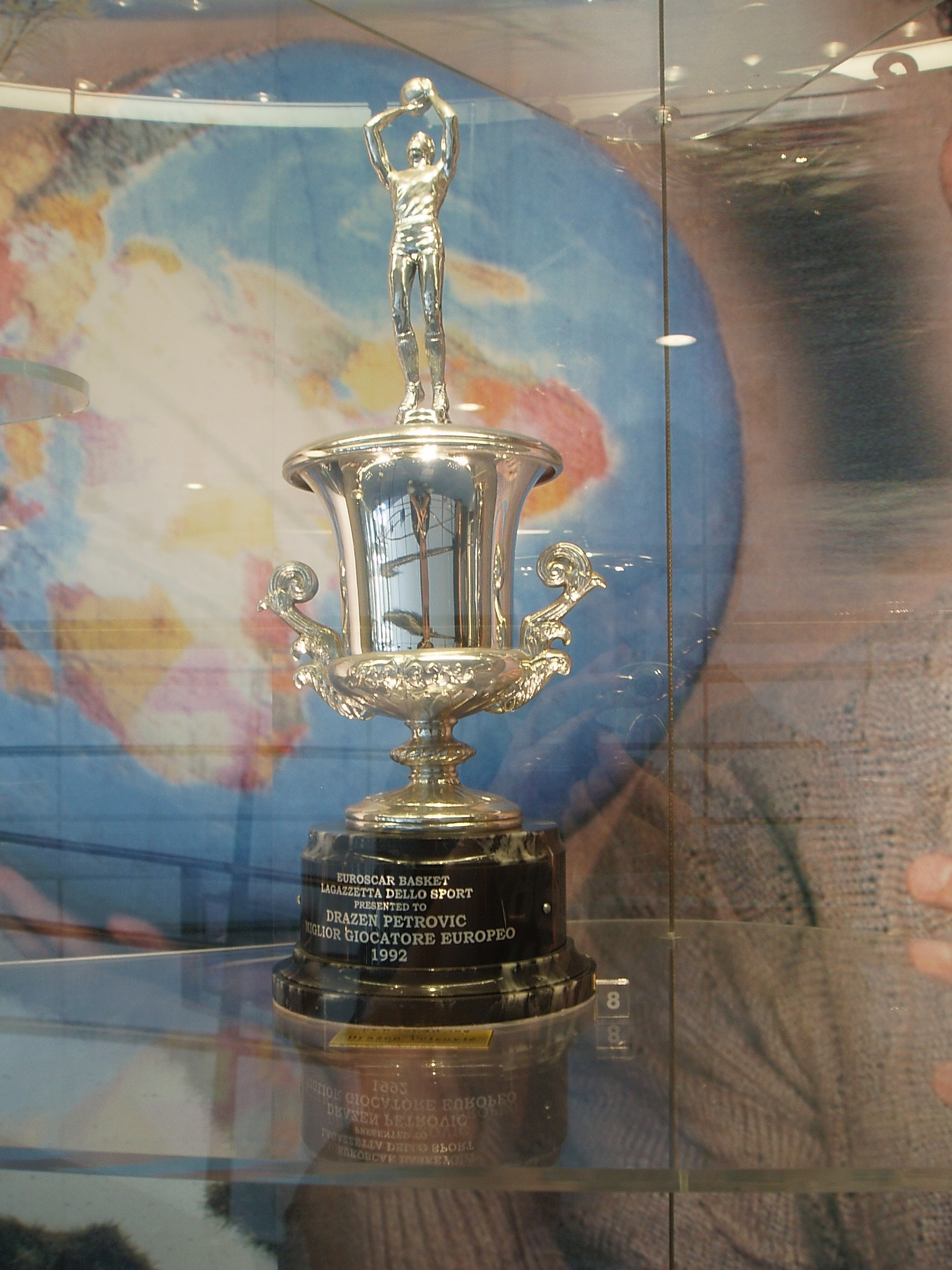
1992 ocenění Euroscar získal Drazen Petrovic.

Euroscar je cena pro nejlepšího evropského basketbalistu roku. Je udělována každoročně od roku 1979, vždy v lednu následujícího roku. Cenu uděluje výbor sestavený z trenérů a hráčů ze 33 zemí, výbor sestavuje italský sportovní deník La Gazzetta dello Sport. Cenu může obdržet hráč s občanstvím evropského státu, ať již hraje kdekoli (v počátcích ankety byly oceňováni především hráči evropských klubů, v současnosti jsou to často Evropané hrající americkou NBA). Rekord v počtu cen drží Litevec Arvydas Sabonis a Němec Dirk Nowitzki, oba získali Euroscara šestkrát. V minulosti anketě konkurovalo ocenění FIBA, to však již zaniklo (existovalo v letech 2005–2014). Stejně tak zanikla anketa italského časopisu Superbasket Mr. Europa (1976–2010), takže Euroscar je dnes považován za nejprestižnější individuální ocenění v mužském evropském basketbale.
| Ročník | Vítěz               | Země                    | Klub                                   |
| ------ | ------------------- | ----------------------- | -------------------------------------- |
| 1979   | Vladimir Tkačenko   | Sovětský svaz           | Strojitěl Kyjev                        |
| 1980   | Dražen Dalipagić    | Jugoslávie              | Partizan Bělehrad                      |
| 1981   | Dragan Kićanović    | Jugoslávie              | Partizan Bělehrad a Scavolini Pesaro   |
| 1982   | Dragan Kićanović    | Jugoslávie              | Scavolini Pesaro                       |
| 1983   | Dino Meneghin       | Itálie                  | Olimpia Milano                         |
| 1984   | Arvydas Sabonis     | Sovětský svaz           | BC Žalgiris                            |
| 1985   | Arvydas Sabonis     | Sovětský svaz           | BC Žalgiris                            |
| 1986   | Dražen Petrović     | Jugoslávie              | Cibona Záhřeb                          |
| 1987   | Nikos Galis         | Řecko                   | Aris Soluň                             |
| 1988   | Arvydas Sabonis     | Sovětský svaz           | BC Žalgiris                            |
| 1989   | Dražen Petrović     | Jugoslávie              | Real Madrid a Portland Trail Blazers   |
| 1990   | Toni Kukoč          | Jugoslávie              | Jugosplastika Split                    |
| 1991   | Toni Kukoč          | Jugoslávie a Chorvatsko | Jugosplastika Split a Benetton Treviso |
| 1992   | Dražen Petrović     | Chorvatsko              | New Jersey Nets                        |
| 1993   | Dražen Petrović     | Chorvatsko              | New Jersey Nets                        |
| 1994   | Toni Kukoč          | Chorvatsko              | Chicago Bulls                          |
| 1995   | Arvydas Sabonis     | Litva                   | Real Madrid a Portland Trail Blazers   |
| 1996   | Toni Kukoč          | Chorvatsko              | Chicago Bulls                          |
| 1997   | Arvydas Sabonis     | Litva                   | Portland Trail Blazers                 |
| 1998   | Toni Kukoč          | Chorvatsko              | Chicago Bulls                          |
| 1999   | Arvydas Sabonis     | Litva                   | Portland Trail Blazers                 |
| 2000   | Gregor Fučka        | Itálie                  | Fortitudo Bologna                      |
| 2001   | Peja Stojaković     | Srbsko a Černá Hora     | Sacramento Kings                       |
| 2002   | Dirk Nowitzki       | Německo                 | Dallas Mavericks                       |
| 2003   | Dirk Nowitzki       | Německo                 | Dallas Mavericks                       |
| 2004   | Dirk Nowitzki       | Německo                 | Dallas Mavericks                       |
| 2005   | Dirk Nowitzki       | Německo                 | Dallas Mavericks                       |
| 2006   | Dirk Nowitzki       | Německo                 | Dallas Mavericks                       |
| 2007   | Tony Parker         | Francie                 | San Antonio Spurs                      |
| 2008   | Pau Gasol           | Španělsko               | Memphis Grizzlies a Los Angeles Lakers |
| 2009   | Pau Gasol           | Španělsko               | Los Angeles Lakers                     |
| 2010   | Pau Gasol           | Španělsko               | Los Angeles Lakers                     |
| 2011   | Dirk Nowitzki       | Německo                 | Dallas Mavericks                       |
| 2012   | Andrej Kirilenko    | Rusko                   | CSKA Moskva a Minnesota Timberwolves   |
| 2013   | Tony Parker         | Francie                 | San Antonio Spurs                      |
| 2014   | Marc Gasol          | Španělsko               | Memphis Grizzlies                      |
| 2015   | Pau Gasol           | Španělsko               | Chicago Bulls                          |
| 2016   | Miloš Teodosić      | Srbsko                  | CSKA Moskva                            |
| 2017   | Goran Dragić        | Slovinsko               | Miami Heat                             |
| 2018   | Jannis Antetokunmpo | Řecko                   | Milwaukee Bucks                        |
| 2019   | Luka Dončić         | Slovinsko               | Dallas Mavericks                       |